# 225 South Sixth
225 South Sixth – wieżowiec w Minneapolis, będący drugą najwyższą budowlą w mieście, po IDS Tower. Początkowo pełnił funkcję siedziby First Bank, po przeniesieniu się tej instytucji finansowej do innego, znacznie mniejszego budynku, stał się uniwersalnym biurowcem.
Pod względem wysokości znajduje się na 137. miejscu na świecie.